# Asota macrosticta
Asota macrosticta är en fjärilsart som beskrevs av Rothschild 1897. Asota macrosticta ingår i släktet Asota och familjen nattflyn. Inga underarter finns listade i Catalogue of Life.